# Synergy (программа)
Synergy — программа для использования одной клавиатуры и мыши на нескольких компьютерах. Действует как программный KVM-переключатель, который не переключает видео. Исходные коды утилиты открыты под GPL.
Первая версия Synergy (13 мая 2001, автор Chris Schoeneman) работала только с X Window System. В последующих версиях появилась поддержка Windows, Mac OS X, различных вариантов Unix.
Мышь и клавиатура подключаются непосредственно только к одному компьютеру. При помощи Synergy, их можно использовать на других компьютерах, не переключая физически.
Для передачи информации о движении мышью, о нажатиях клавиш и содержимого буфера обмена используется сетевой протокол TCP/IP (порт 24800). Пересылаемые данные не шифруются, поэтому рекомендуется использовать либо небольшую проводную сеть либо туннелировать соединения при помощи SSH, stunnel или VPN.